# هانز آدم الثاني
هانس-آدم الثاني (الاسم الكامل: يوهانس آدم فيرديناند ألويس جوزيف ماريا ماركو دافيانو بيوس؛ من مواليد 14 فبراير 1945) هو أمير ليختنشتاين، يتولى الحكم منذ عام 1989. وهو ابن الأمير فرانز يوزف الثاني وزوجته الكونتيسة جورجينا فون فيلتشيك. يحمل هانس-آدم الثاني أيضًا ألقابًا تقليدية تعود لعائلته، من بينها: دوق تروباو ودوق ياجيرندورف، وكونت ريتبرغ.
شهد عهده تعزيزًا كبيرًا لصلاحيات الأمير، خصوصًا بعد الاستفتاء الدستوري الذي أُجري في عام 2003، والذي منح منصب الأمير سلطات موسعة ضمن النظام السياسي في البلاد.
وفي عام 2004، فوض الأمير هانس-آدم مهامه الحكومية اليومية إلى ابنه البكر الأمير الوريث ألويس، ليعمل كـ"نائب للأمير"، تمامًا كما فعل والده معه عام 1984 لإعداده لتولي الحكم مستقبلاً.

## روابط خارجية
- هانز آدم الثاني على موقع الموسوعة البريطانية (الإنجليزية)
- هانز آدم الثاني على موقع مونزينجر (الألمانية)